# Digital Domain
La Digital Domain è una società americana specializzata nella produzione di effetti speciali digitali CGI per il cinema, la pubblicità e i videogiochi, plurivincitrice di premi per i suoi lavori e per le tecnologie e i software sviluppati. 
Dopo che la società ha richiesto la tutela del Chapter 11 della legge americana sui fallimenti, il pacchetto di maggioranza è stato acquistato dalla Sun Innovation, società di Hong Kong.

## Storia
La società è stata fondata nel 1993 da Scott Ross, ex general manager della Industrial Light & Magic, dal regista James Cameron, già presidente della propria casa di produzione Lightstorm Entertainment e da Stan Winston, collaboratore abituale di Cameron, con una partecipazione all'investimento al 50% da parte della IBM.
Nel 1996 la Cox Enterprises ha acquisito il 33% della società. Nel 1998 Cameron e Winston si sono dimessi dal Board of Directors e hanno concluso la loro partecipazione alla società.
Nel 2006 è stata acquisita dalla società di investimento Wyndcrest Holdings, LLC, di cui fa parte il regista Michael Bay.

## Riconoscimenti

### Cinema
- 3 Oscar ai migliori effetti speciali
  - 1998: Titanic
  - 1999: Al di là dei sogni
  - 2009: Il curioso caso di Benjamin Button
- 4 Academy Scientific and Technical Award

## Film
(elenco parziale)
- True Lies, regia di James Cameron (1994)
- Intervista col vampiro (Interview with the Vampire), regia di Neil Jordan (1994)
- Apollo 13, regia di Ron Howard (1995)
- Strange Days, regia di Kathryn Bigelow (1995)
- Il quinto elemento (The Fifth Element), regia di Luc Besson (1997)
- Titanic, regia di James Cameron (1997)
- Armageddon - Giudizio finale (Armageddon), regia di Michael Bay (1998)
- Al di là dei sogni (What Dreams May Come), regia di Vincent Ward (1998)
- Fight Club, regia di David Fincher (1999)
- X-Men, regia di Bryan Singer (2000)
- Fratello, dove sei? (O Brother, Where Art Thou?), regia di Joel ed Ethan Coen (2000)
- Il Grinch (How the Grinch Stole Christmas), regia di Ron Howard (2000)
- A Beautiful Mind, regia di Ron Howard (2001)
- The Time Machine, regia di Simon Wells (2002)
- XXX, regia di Rob Cohen (2002)
- Daredevil, regia di Mark Steven Johnson (2003)
- The Day After Tomorrow, regia di Roland Emmerich (2004)
- Io, Robot (I, Robot), regia di Alex Proyas (2004)
- La fabbrica di cioccolato (Charlie and the Chocolate Factory), regia di Tim Burton (2005)
- Æon Flux - Il futuro ha inizio (Æon Flux), regia di Karyn Kusama (2005)
- Stealth - Arma suprema (Stealth), regia di Rob Cohen (2005)
- Zodiac, regia di David Fincher (2007)
- Pirati dei Caraibi - Ai confini del mondo (Pirates of the Caribbean: At World's End), regia di Gore Verbinski (2007)
- Transformers, regia di Michael Bay (2007)
- La bussola d'oro (The Golden Compass), regia di Chris Weitz (2007)
- La mummia - La tomba dell'Imperatore Dragone (The Mummy: Tomb of the Dragon Emperor), regia di Rob Cohen (2008)
- Il curioso caso di Benjamin Button (The Curious Case of Benjamin Button), regia di David Fincher (2008)
- Speed Racer, regia dei Larry e Andy Wachowski (2008)
- Transformers - La vendetta del caduto (Transformers: Revenge of the Fallen), regia di Michael Bay (2009)
- G.I. Joe - La nascita dei Cobra (G.I. Joe: Rise of Cobra), regia di Stephen Sommers (2009)
- 2012, regia di Roland Emmerich (2009)
- Tron Legacy, (2010)
- Thor, (2011)
- X-Men - L'inizio, (2011)
- Transformers 3, regia di Michael Bay (2011)
- Real Steel, (2011)